# 10052 Nason
A 10052 Nason (ideiglenes jelöléssel (10052) 1987 SM12) a Naprendszer kisbolygóövében található aszteroida. Henri Debehogne fedezte fel 1987. szeptember 16-án.

## Kapcsolódó szócikk
- Kisbolygók listája (10001–10500)